# Mônaco nos Jogos Olímpicos de Verão de 2020
Mônaco competiu nos Jogos Olímpicos de Verão de 2020 em Tóquio. Originalmente programados para ocorrerem de 24 de julho a 9 de agosto de 2020, os Jogos foram adiados para 23 de julho a 8 de agosto de 2021, por causa da pandemia COVID-19. Desde a estreia oficial da nação em 1920, atletas monegascos apareceram em todas as edições dos Jogos Olímpicos de Verão na era moderna, exceto por três ocasiões. Mônaco não participou dos Jogos Olímpicos de Verão de 1932, em Los Angeles, no período da Grande Depressão, não conseguiu qualificar atletas para Melbourne 1956 e aderiu ao boicote liderado pelos Estados Unidos quando Moscou liderou os Jogos Olímpicos de Verão de 1980.

## Competidores
Abaixo está a lista do número de competidores nos Jogos.
| Esporte       | Masculino | Feminino | Total |
| ------------- | --------- | -------- | ----- |
| Atletismo     | 0         | 1        | 1     |
| Judô          | 1         | 0        | 1     |
| Natação       | 1         | 1        | 2     |
| Remo          | 1         | 0        | 1     |
| Tênis de mesa | 0         | 1        | 1     |
| Total         | 3         | 3        | 6     |

## Atletismo
Mônaco recebeu vaga de Universalidade da IAAF para enviar um atleta para os Jogos.
- Nota– As posições para os eventos de pista são em relação à bateria do atleta
- Q = Qualificado para a próxima fase
- q = Qualificado para a próxima fase como o perdedor mais rápido ou, em eventos de campo, pela posição sem atingir o alvo para qualificação
- NR = Recorde nacional
- N/A = Fase não aplicável para o evento
- Bye = Atleta não precisou disputar aquela fase

Eventos de pista e estrada
| Atleta           | Evento         | Eliminatória | Eliminatória | Semifinal | Semifinal | Final     | Final   |
| Atleta           | Evento         | Resultado    | Posição      | Resultado | Posição   | Resultado | Posição |
| ---------------- | -------------- | ------------ | ------------ | --------- | --------- | --------- | ------- |
| Charlotte Afriat | 100 m feminino |              |              |           |           |           |         |

## Judô
Mônaco inscreveu um judoca para o torneio olímpico após receber uma vaga da Comissão Tripartite da International Judo Federation.
| Atleta       | Evento           | Fase de 32           | Oitavas-de-final     | Quartas-de-final     | Semifinais           | Repescagem           | Final / BM           | Final / BM |
| Atleta       | Evento           | Adversário Resultado | Adversário Resultado | Adversário Resultado | Adversário Resultado | Adversário Resultado | Adversário Resultado | Posição    |
| ------------ | ---------------- | -------------------- | -------------------- | -------------------- | -------------------- | -------------------- | -------------------- | ---------- |
| Cedric Bessi | –73 kg masculino |                      |                      |                      |                      |                      |                      |            |

## Natação
Mônaco recebeu vagas de universalidade da FINA para enviar os nadadores de melhor ranking (um por gênero) para seus respectivos eventos individuais nas Olimpíadas, baseado no Ranking de Pontos da FINA de 28 de junho de 2021.
| Atleta          | Evento                 | Eliminatória | Eliminatória | Semifinal | Semifinal | Final | Final   |
| Atleta          | Evento                 | Tempo        | Posição      | Tempo     | Posição   | Tempo | Posição |
| --------------- | ---------------------- | ------------ | ------------ | --------- | --------- | ----- | ------- |
| Theo Druenne    | 1500 m livre masculino |              |              |           |           |       |         |
| Claudia Verdino | 100 m peito feminino   |              |              |           |           |       |         |

## Remo
Mônaco recebeu um convite da Comissão Tripartite para enviar um remador para o skiff simples masculino para as Olimpíadas, representando o retorno da nação ao esporte pela primeira vez desde Londres 2012.
| Atleta             | Evento                  | Eliminatórias | Eliminatórias | Repescagem | Repescagem | Quartas-de-final | Quartas-de-final | Semifinais | Semifinais | Final | Final   |
| Atleta             | Evento                  | Tempo         | Posição       | Tempo      | Posição    | Tempo            | Posição          | Tempo      | Posição    | Tempo | Posição |
| ------------------ | ----------------------- | ------------- | ------------- | ---------- | ---------- | ---------------- | ---------------- | ---------- | ---------- | ----- | ------- |
| Quentin Antognelli | Skiff simples masculino |               |               |            |            |                  |                  |            |            |       |         |

Legenda de Qualificação: FA=Final A (medalha); FB=Final B; FC=Final C; FD=Final D; FE=Final E; FF=Final F; SA/B=Semifinais A/B; SC/D=Semifinais C/D; SE/F=Semifinais E/F; QF=Quartas-de-final; R=Repescagem

## Tênis de mesa
Mônaco inscreveu um atleta para a competição olímpica do tênis de mesa pela primeira vez. A atleta nascida na China Xiaoxin Yang conquistou uma vitória final para garantir uma das cinco vagas em disputa no Torneio Final de Qualificação da ITTF de 2021 em Doha, Catar.
| Atleta       | Evento           | Preliminar           | Rodada 1             | Rodada 2             | Rodada 3             | Oitavas              | Quartas              | Semifinal            | Final                | Final |
| Atleta       | Evento           | Adversária resultado | Adversária resultado | Adversária resultado | Adversária resultado | Adversária resultado | Adversária resultado | Adversária resultado | Adversária resultado | Pos.  |
| ------------ | ---------------- | -------------------- | -------------------- | -------------------- | -------------------- | -------------------- | -------------------- | -------------------- | -------------------- | ----- |
| Xiaoxin Yang | Simples feminino |                      |                      |                      |                      |                      |                      |                      |                      |       |